# Tomás Lezana
Pas d'image ? Cliquez ici

a Compétitions nationales et continentales officielles uniquement.

b Matchs officiels uniquement.
Dernière mise à jour le 10 juin 2025.
Tomás Lezana, né le 16 février 1994 à Santiago del Estero (Argentine), est un joueur de rugby à XV international argentin évoluant principalement au poste de troisième ligne aile. Il joue avec l'US Montauban en Pro D2 depuis 2023.

## Carrière

### En club
Tomás Lezana commence sa carrière dans sa ville natale de Santiago del Estero, avec le club amateur du Santiago Lawn Tennis Club qui dispute le Torneo del Noroeste. À côté de cela, il joue avec la province des Pampas XV en 2015, avec qui il remporte la Pacific Rugby Cup
En 2016, il rejoint la franchise des Jaguares qui évolue en Super Rugby. Il fait ses débuts avec sa nouvelle équipe  le 26 mars 2016 contre les Stormers,. Lors de la saison 2020 de Super Rugby, il n'a le temps de jouer que six matchs avant que la saison ne soit annulée en raison de la pandémie de Covid-19.
En 2020, les Jaguares sont exclus du Super Rugby, et il rejoint la franchise australienne de la Western Force pour la saison 2021 de Super Rugby AU.
Après une saison en Australie, il rejoint la province galloise des Scarlets en United Rugby Championship.
Peu utilisé par les Scarlets lors de la saison 2022-2023, il quitte la province en mars 2023 pour rejoindre l'US Montauban en Pro D2, en tant que joker médical de Tyrone Viiga. Après avoir contribué au maintien des Montalbanais, il prolonge en juin 2023 son contrat jusqu'en 2026.

### En équipe nationale
Tomás Lezana a joué avec l'équipe d'Argentine des moins de 20 ans, et dispute le championnat du monde junior en 2013 et 2014.
Il joue également avec l'équipe nationale réserve d'Argentine (Argentine XV) entre 2014 et 2015.
Il obtient sa première cape internationale avec l'équipe d'Argentine le 22 novembre 2014 à l’occasion d’un test-match contre l'équipe de France au Stade de France.
En 2019, il est retenu dans le groupe de 31 joueurs sélectionné par Mario Ledesma pour la Coupe du monde au Japon. Il dispute quatre rencontres lors de la compétition, contre la France, les Tonga, l'Angleterre et les États-Unis.

## Palmarès

### En club
- Vainqueur de la Pacific Rugby Cup en 2015 les Pampas XV.
- Finaliste du Super Rugby en 2019 avec les Jaguares.
- Vainqueur du Championnat de France de 2e division en 2025 avec l'US Montauban.

## Statistiques
Au 28 janvier 2022, Tomás Lezana compte 40 capes en équipe d'Argentine, dont 17 en tant que titulaire, depuis le 22 novembre 2014 contre l'équipe de France à Saint-Denis. Il a inscrit 15 points (3 essais).
Il participe à six éditions du Rugby Championship, en 2015, 2017, 2018, 2019, 2020 et 2021. Il dispute quinze rencontres dans cette compétition.